# Synagoge (Schowkwa)

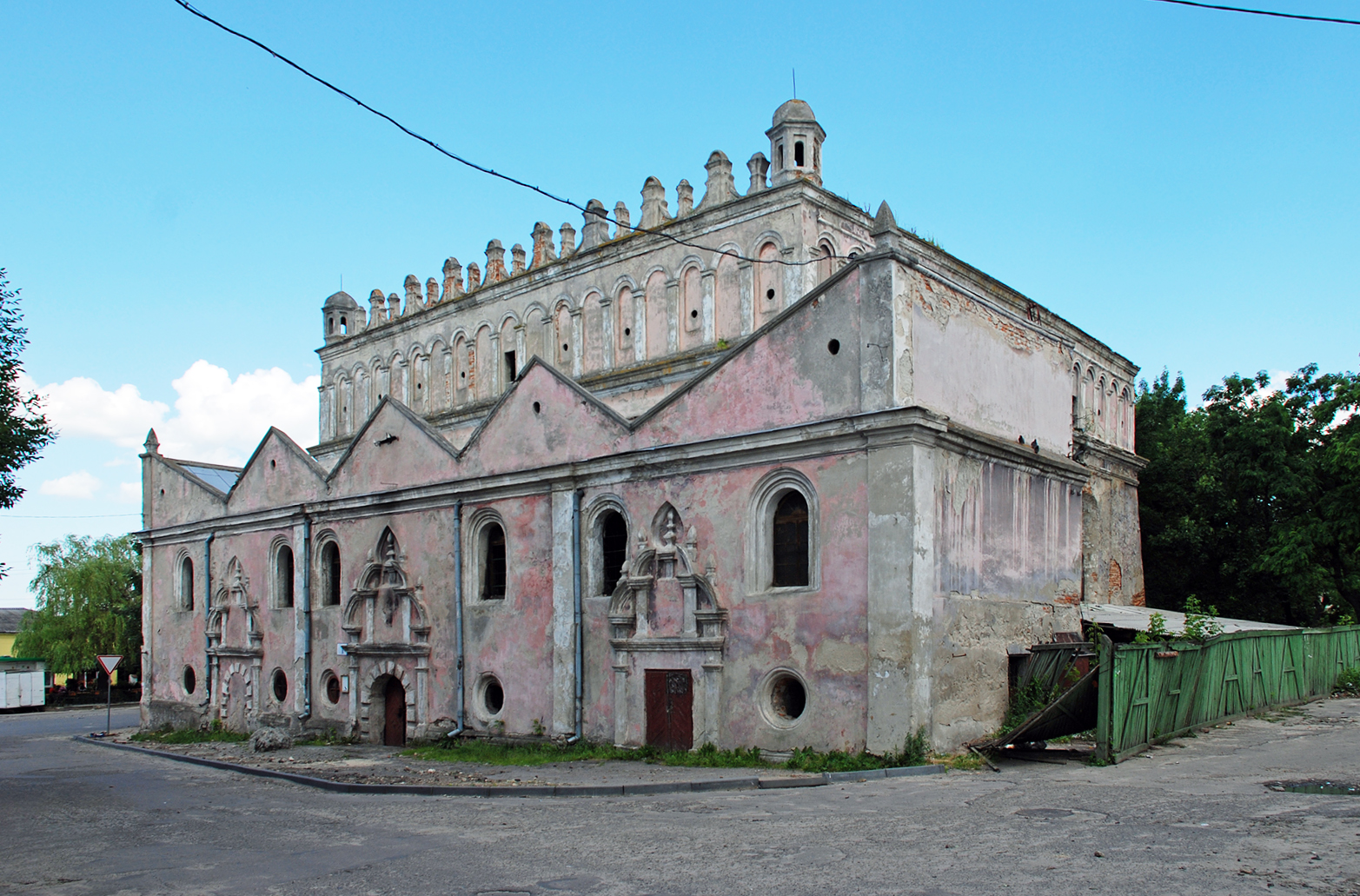
Synagoge in Schowkwa

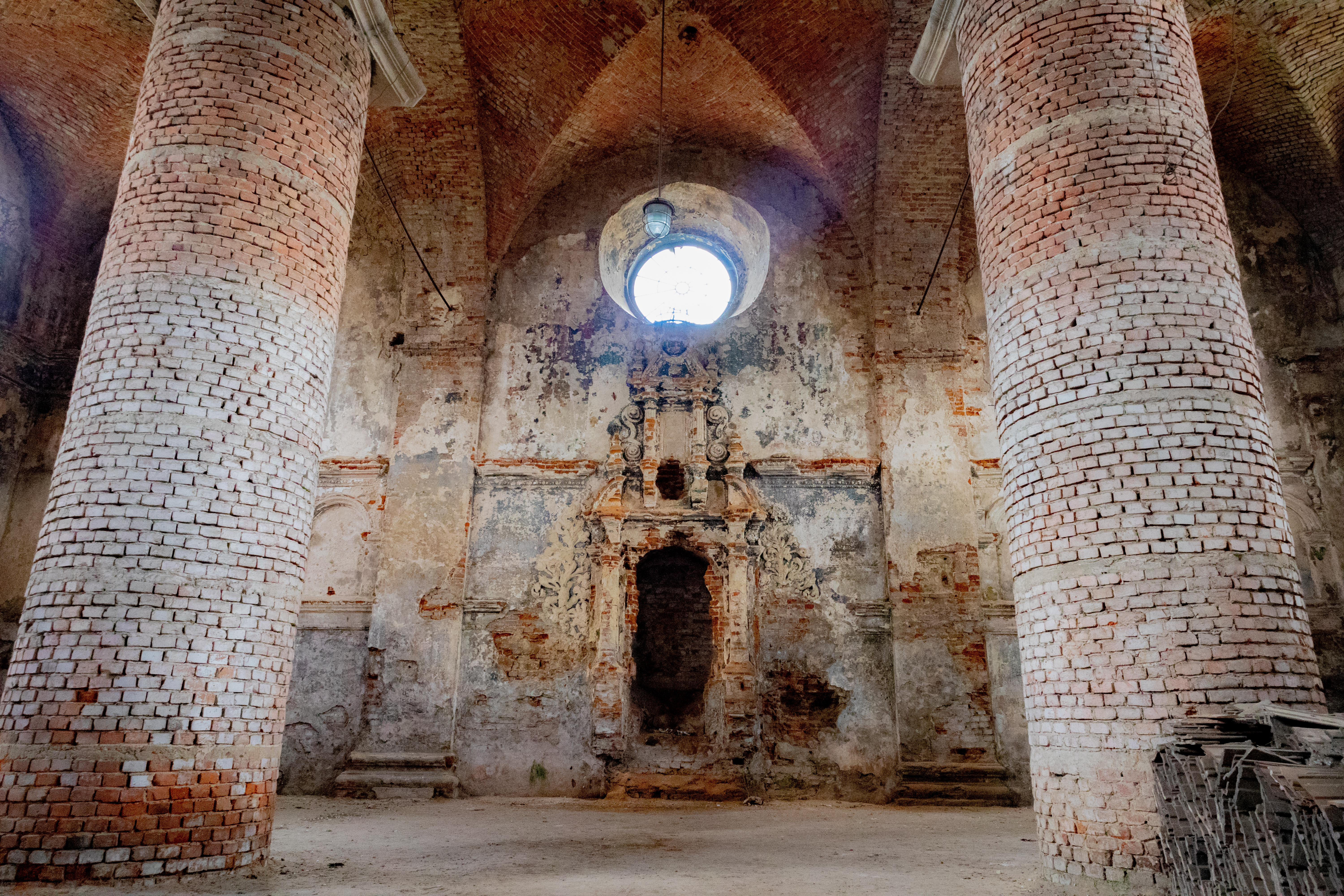
Innenansicht

Die Synagoge in Schowkwa, einer ukrainischen Stadt in der Oblast Lwiw, wurde 1692 bis 1698 errichtet. Die Synagoge ist ein geschütztes Kulturdenkmal. Die Synagoge wird im Volksmund auch Sobieski-Synagoge genannt, da der Bau von Johann III. Sobieski finanziell unterstützt wurde.
Die Synagoge im Stil der Spätrenaissance mit barockem Dekor wurde nach Plänen des Architekten Piotr Beber errichtet. Das Gebäude mit einem wehrhaften Charakter sollte der jüdischen Bevölkerung bei kriegerischen Bedrohungen Zuflucht bieten.
Im Juli 1941 wurde die Synagoge von deutschen Truppen verwüstet; die jüdische Bevölkerung Schowkwas wurde nach einer darauffolgenden Ghettoisierung im Jahr 1943  bis auf wenige Überlebende in einer Sandgrube erschossen. Eine Szene von Philippe Sands Film What Our Fathers Did: A Nazi Legacy zeigt den Innenraum der Synagoge im heutigen Zustand.
Das heute ruinöse Gebäude wurde einige Jahre als Warenhaus genutzt.